# Jeanette Witziers-Timmer
Jeanette Witziers-Timmer   (Amsterdam, 22 de juliol de 1923 - Amsterdam, 25 de gener de 2005), nascuda Timmer, i més coneguda com a Netty Witziers-Timmer, fou una atleta neerlandesa, especialista en curses de velocitat, que va competir durant la dècada de 1940.
El 1948 va prendre part en els Jocs Olímpics de Londres, on va guanyar la medalla d'or en la prova del 4x100 metres del programa d'atletisme. Va formar equip amb Xenia Stad-de Jong, Gerda Kade-Koudijs i Fanny Blankers-Koen.
En el seu palmarès també destaca una medalla d'or en el 4x100 metres al Campionat d'Europa d'atletisme de 1946.

## Millors marques
- 100 metres. 12,3" (1944)
- 200 metres. 25,5" (1946)
- salt de llargada. 5,56m (1944)[2][3]